# Liste des bandes dessinées de Stargate
Pour les articles homonymes, voir Stargate (homonymie).
Les bandes dessinées de l'univers de Stargate ont été éditées de 1996 à 1997 chez Entity Comics puis en 2003 chez Avatar Press. L'intrigue est identique avec un appareil nommé porte des étoiles permettant de voyager dans l'espace et le temps.

## Bandes dessinées issues du film

### Adaptation du film
| N° | Scénariste(s)             | Dessinateur(s)                 | Sortie         |  |
| -- | ------------------------- | ------------------------------ | -------------- |  |
| 1  | Don Chin                  | Shelby Robertson et Raff Ienco | Juillet 1996   |  |
|    |                           |                                |                |  |
| 2  | Barry Blair et Colin Chan | Delfin Barral                  | Août 1996      |  |
|    |                           |                                |                |  |
| 3  | Barry Blair et Colin Chan | Delfin Barral                  | Septembre 1996 |  |
|    |                           |                                |                |  |
| 4  | Barry Blair               | Delfin Barral                  | Octobre 1996   |  |

### SérieDoomsday World
| N° | Scénariste(s)               | Dessinateur(s) | Sortie        |  |
| -- | --------------------------- | -------------- | ------------- |  |
| 1  | Raff Ienco et John Migliore | Raff Ienco     | Novembre 1996 |  |
|    |                             |                |               |  |
| 2  | Raff Ienco et John Migliore | Raff Ienco     | Décembre 1996 |  |
|    |                             |                |               |  |
| 3  | Raff Ienco et John Migliore | Raff Ienco     | Janvier 1997  |  |

### SérieRebellion
| N° | Scénariste(s)                                         | Dessinateur(s)                          | Sortie     |  |
| -- | ----------------------------------------------------- | --------------------------------------- | ---------- |  |
| 1  | John Migiliore (adapté du roman écrit par Bill McCay) | Leandro NG et Waldon Wong               | Avril 1997 |  |
|    |                                                       |                                         |            |  |
| 2  | John Migiliore (adapté du roman écrit par Bill McCay) | Leandro NG et Waldon Wong               | Mai 1997   |  |
|    |                                                       |                                         |            |  |
| 3  | John Migiliore (adapté du roman écrit par Bill McCay) | Leandro NG, Waldon Wong et Freeman Wong | Juin 1997  |  |

### Hors séries
| Titre               | Scénariste    | Dessinateur(s)           | Sortie     |
| ------------------- | ------------- | ------------------------ | ---------- |
| One Nation Under Ra | John Migliore | Bill Maus et Walden Wong | Avril 1997 |
| Underworld          | John Migliore | Bill Maus                | Mai 1997   |

## Bandes dessinées issuesStargate SG-1

### Éditées par Avatar Press

#### SériePrisoner of war (P.O.W)
| N° | Scénariste            | Dessinateur   | Sortie       |  |
| -- | --------------------- | ------------- | ------------ |  |
| 1  | James Anthony Kuhoric | Renato Guedes | Février 2004 |  |
|    |                       |               |              |  |
| 2  | James Anthony Kuhoric | Renato Guedes | Mars 2004    |  |
|    |                       |               |              |  |
| 3  | James Anthony Kuhoric | Renato Guedes | Avril 2004   |  |

#### SérieFall of Rome
| N°        | Scénariste            | Dessinateur      | Sortie         |  |
| --------- | --------------------- | ---------------- | -------------- |  |
| Préquelle | James Anthony Kuhoric | Jorge Correa Jr. | Juillet 2004   |  |
|           |                       |                  |                |  |
| 1         | James Anthony Kuhoric | Jorge Correa Jr. | Août 2004      |  |
|           |                       |                  |                |  |
| 2         | James Anthony Kuhoric | Jorge Correa Jr. | Septembre 2004 |  |
|           |                       |                  |                |  |
| 3         | James Anthony Kuhoric | Jorge Correa Jr. | Octobre 2004   |  |

#### Série Conventions
Ce sont des éditions spéciales édités à l'occasion de conventions, ces rassemblements de fans de la franchise qui existent en Amérique du Nord.
| Année | Scénariste            | Dessinateur       | Sortie    |  |
| ----- | --------------------- | ----------------- | --------- |  |
| 2003  | James Anthony Kuhoric | Renato Guedes     | Août 2003 |  |
|       |                       |                   |           |  |
| 2004  | James Anthony Kuhoric | Jorge Correa, Jr. | Mai 2004  |  |
|       |                       |                   |           |  |
| 2005  | James Anthony Kuhoric | Jorge Correa, Jr. | 2005      |  |

### Éditées par Dynamite Entertainment
Ces comics édités par Dynamite Entertainment sont centrés sur deux personnages de la série qui sont membres de SG-1 : Daniel Jackson et Vala Mal Doran.

#### Série Daniel Jackson

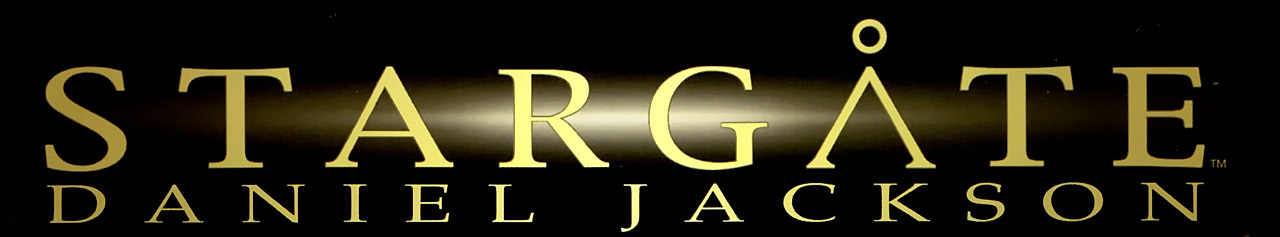
Logo de la série de comics Stargate sur Daniel Jackson.

| N°                                                  | Scénariste  | Dessinateur | Sortie         |  |
| --------------------------------------------------- | ----------- | ----------- | -------------- |  |
| 1                                                   | Doug Murray | John Watson | Juin 2010      |  |
|                                                     |             |             |                |  |
| 3                                                   | Doug Murray | John Watson | Juillet 2010   |  |
|                                                     |             |             |                |  |
| 3                                                   | Doug Murray | John Watson | Août 2010      |  |
|                                                     |             |             |                |  |
| 4                                                   | Doug Murray | John Watson | Septembre 2010 |  |
|                                                     |             |             |                |  |
| TPB                                                 | Doug Murray | John Watson | Janvier 2011   |  |
| Album de collection reprenant les tomes précédents. |             |             |                |  |

#### Série Vala Mal Doran

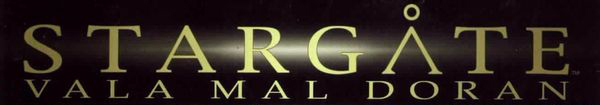
Logo de la série de comics Stargate sur Vala Mal Doran.

| N°                                        | Scénariste    | Dessinateur | Sortie         |  |
| ----------------------------------------- | ------------- | ----------- | -------------- |  |
| 1                                         | Brandon Jerwa | Cezar Rezak | Mai 2010       |  |
|                                           |               |             |                |  |
| 3                                         | Brandon Jerwa | Cezar Rezak | Juin 2010      |  |
|                                           |               |             |                |  |
| 3                                         | Brandon Jerwa | Cezar Rezak | Juillet 2010   |  |
|                                           |               |             |                |  |
| 4                                         | Brandon Jerwa | Cezar Rezak | Août 2010      |  |
|                                           |               |             |                |  |
| 5                                         | Brandon Jerwa | Cezar Rezak | Septembre 2010 |  |
|                                           |               |             |                |  |
| TPB                                       | Brandon Jerwa | Cezar Rezak | Novembre 2010  |  |
| Album de collection issu des tomes 1 à 4. |               |             |                |  |

## Bandes dessinées issues deStargate Atlantis

### Wraithfall
La première série de comics Stargate Atlantis, intitulée Wraithfall est centré sur le major John Sheppard et son équipe qui cherchent un moyen de rattraper le fait d'avoir réveiller les wraiths dans toute la galaxie.
| N° | Scénariste   | Dessinateur   | Sortie        |
| -- | ------------ | ------------- | ------------- |
| 1  | Stuart Moore | Mauricio Melo | Août 2006     |
| 2  | Stuart Moore | Mauricio Melo | Octobre 2006  |
| 3  | Stuart Moore | Mauricio Melo | Décembre 2006 |

### Return to Pegasus
En janvier 2016, Bleading Cool annonce un retour de la franchise Stargate Atlantis en comics sous le titre Stargate Atlantis: Return to Pegasus. L'histoire reprendra là où la série s'était arrêtée en 2009, c'est-à-dire à la fin de la saison 5. Le premier tome sortira en avril 2016.